# Martersäule (Seubrigshausen)

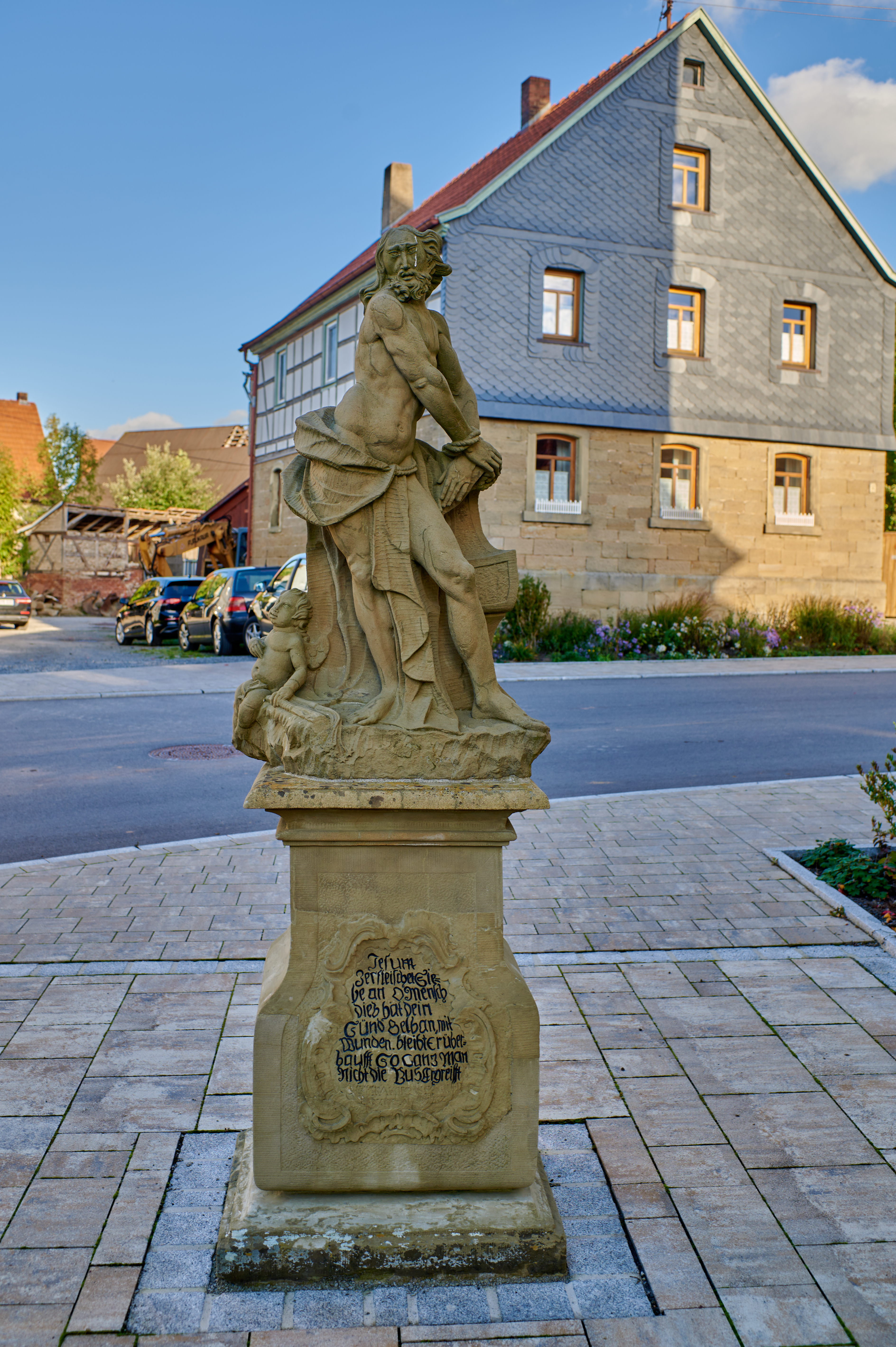
Martersäule in Seubrigshausen am Sankt-Kilians-Platz.

Die Martersäule Maria Bildhausen befindet sich in Seubrigshausen in der Stadt Münnerstadt im unterfränkischen Landkreis Bad Kissingen am Sankt-Kilians-Platz. Sie gehört zu den Baudenkmälern von Münnerstadt und ist unter der Nummer D-6-72-135-272 in der Bayerischen Denkmalliste registriert.

## Beschreibung
Die Martersäule besteht aus Sandstein und entstand im Jahr 1762.
Der Unterbau ist 104 cm hoch. Er trägt an seiner Vorderseite in einem muschelwerkverzierten Schriftfeld folgende Inschrift:

„Jesum

Zerfleischet Sie-

he an O Mensch

dies hat dein

Sünd Gethan, mit

Wunden bleibt er über

haufft So lang Man

Nicht die Bus Ergreifft

Stiffter Andreas Schmidt, D

E W C R Anno 1762“

Die 127 cm hohe Christusfigur ist an einen Säulenstumpf gekettet und wird von einem Engelchen flankiert.